# Roger Hentges
Roger Hentges (* 16. Januar 1917 in Schaerbeek/Schaarbeek, Belgien; † 1994) war ein Agent deutscher Nachrichtendienste.

## Leben
Hentges engagierte sich schon in jungen Jahren in der Zeit des Nationalsozialismus für einen Anschluss von Flandern an das Deutsche Reich. Diese separatistischen Aktivitäten brachten ihn in Kontakt mit der Abwehr. Hentges machte eine Pilotenausbildung bei der Sabena. Vor dem 1. September 1939 fotografierte Hentges von Reklameflugzeugen aus belgische Militärbasen. Ende 1939 wurde er in Luxemburg verhaftet und wegen Spionage im Februar 1940 zunächst zum Tode, in zweiter Instanz zu 20 Jahren Zuchthaus verurteilt. Am 10. Mai 1940 wurde er von dem Chef des Fronteinsatzkommandos der Abwehr Oberst Oscar Reile aus luxemburgischer Haft befreit. In einem mit 17. Juni 1940 datierten Brief an General Alexander von Falkenhausen heißt es:

„Es meldete sich heute bei mir ein Flieger Roger Hentges … Hentges hat lange Zeit für den deutschen Geheimdienst zuverlässig und gut gearbeitet, und er wird mir durch die entsprechende deutsche Wehrmachtsstelle bestens empfohlen … Ich halte Hentges für geeignet, in die … Aktion für die Bergung deutscher Flugzeuge eingespannt zu werden.“

Im Sitzkrieg wurde Hentges mit einem Fallschirm hinter der Maginot-Linie abgesetzt. Während der Besetzung durch die Wehrmacht hat Hentges für die deutsche Militärverwaltung Kontakte zu Politikern in Belgien, den Niederlanden und Luxemburg gepflegt. Nach der Einrichtung von Raketenbasen in den Niederlanden war er im zivilen Vorfeldschutz eingesetzt.
Ein französisches Gericht verurteilte Hentges in Abwesenheit zum Tod. Ein luxemburgisches Gericht verurteilte ihn wegen „Gefährdung der äußeren Sicherheit des Staates“ zu einer Gefängnisstrafe. Hentges organisierte unter António de Oliveira Salazar in Portugal Fluchthilfe für Rexisten über Rotterdam nach Lateinamerika.
Wegen Wirtschaftsverbrechen wurde Hentges in Belgien in Abwesenheit zu zwei Jahren Gefängnis verurteilt. Der Haftbefehl schien darauf gerichtet gewesen zu sein, Hentges aus Belgien fernzuhalten, da ein von den Niederlanden gestellter Einreiseantrag nach Belgien abschlägig beschieden wurde. Hentges wurde Fremdsprachenkorrespondent für das Bonner Akquisitionsbüro von Friedrich Großkopf im Büro Mainzer Landstraße in Frankfurt, von dem aus von dem französischen Flugzeugausrüster „Radio A.I.R.“ (Funkgeräte) und „Socapex-Ponsot“ (Pilotenhelme) für die von Frankreich gelieferte Noratlas bestellt worden waren.
In den 1950er Jahren arbeitete Hentges in der Bundesrepublik Deutschland als staatenloser Fremdsprachenkorrespondent im Rüstungsvertrieb. Die Lebens- und Arbeitsverhältnisse von Hentges im Frankfurter Büro waren prekär. Zur Finanzierung der Akquisition von Staatsbetrieben der Grande Nation, musste Hentges, dem kein Staat Ausweispapiere gab, seine spätere Frau Brigitta nach Paris oder Straßburg schicken, um französische Franc in bar abzuholen. Das Risiko solcher Aktionen lag bei dem Ehepaar Hentges. Gitta Hentges führte 1960 ein Restaurant, die Goldene Glocke im Frankfurter Stadtteil Schwanheim. Im Herbst 1967 ließ Hentges bei der Staatsanwaltschaft ein Protokoll anfertigen: Am Gründonnerstagabend 1960 hätte im Restaurant Otto Praun angerufen. Praun rief im Frankfurter Restaurant an und forderte Geld aus Bonn, worauf der persönliche Referent von Franz Josef Strauß Brigadegeneral Werner Repenning mit Hentges und einem Oberstleutnant Schröder in einem Mercedes nach München gefahren seien. Hentges ließen die Bundeswehroffiziere vom Münchner Hauptbahnhof aus bei Praun anrufen. Nach Hentges Angaben, war das Trio am Karfreitag ungefähr um 0:15 am Münchner Hauptbahnhof und um 02:00 Karfreitag wären Repenning und Schröder wieder am Hauptbahnhof gewesen. Auf dem Rückweg nach Frankfurt hätte Schröder erzählt, sie hätten mit Praun Schwierigkeiten gehabt: Praun wollte uns angreifen.
Durch die Offenbarung der Geschichte bestand Aussicht darauf, dass das Verfahren für den Büchsenmacher Johann Ferbach wieder aufgenommen werden konnte. Eine Initiative zugunsten von Ferbach aus dem Waffenhandel unternahm Ende 1965 Hansjoachim Seidenschnur. Anfang 1969 widersprach die Witwe von Werner Repenning der Darstellung von Hentges in einem Gerichtsverfahren. Von einem Gericht in München wurde Hentges wegen uneidlicher Falschaussage zu einer Strafe von rund 4.000 DM verurteilt. Die Strafe sowie die Prozesskosten übernahm der Bundesnachrichtendienst, wofür sich Hentges verpflichtete, sein Wissen künftig für sich zu behalten.
Nur Reste der BND-Akten über ihn wurden bisher gefunden.